# Pepi I
Pepi I (Hor Merytawy), o talvolta anche Piopi I, (... – 2280 a.C.) è stato un faraone egizio appartenente alla VI dinastia egizia.

## Biografia e regno

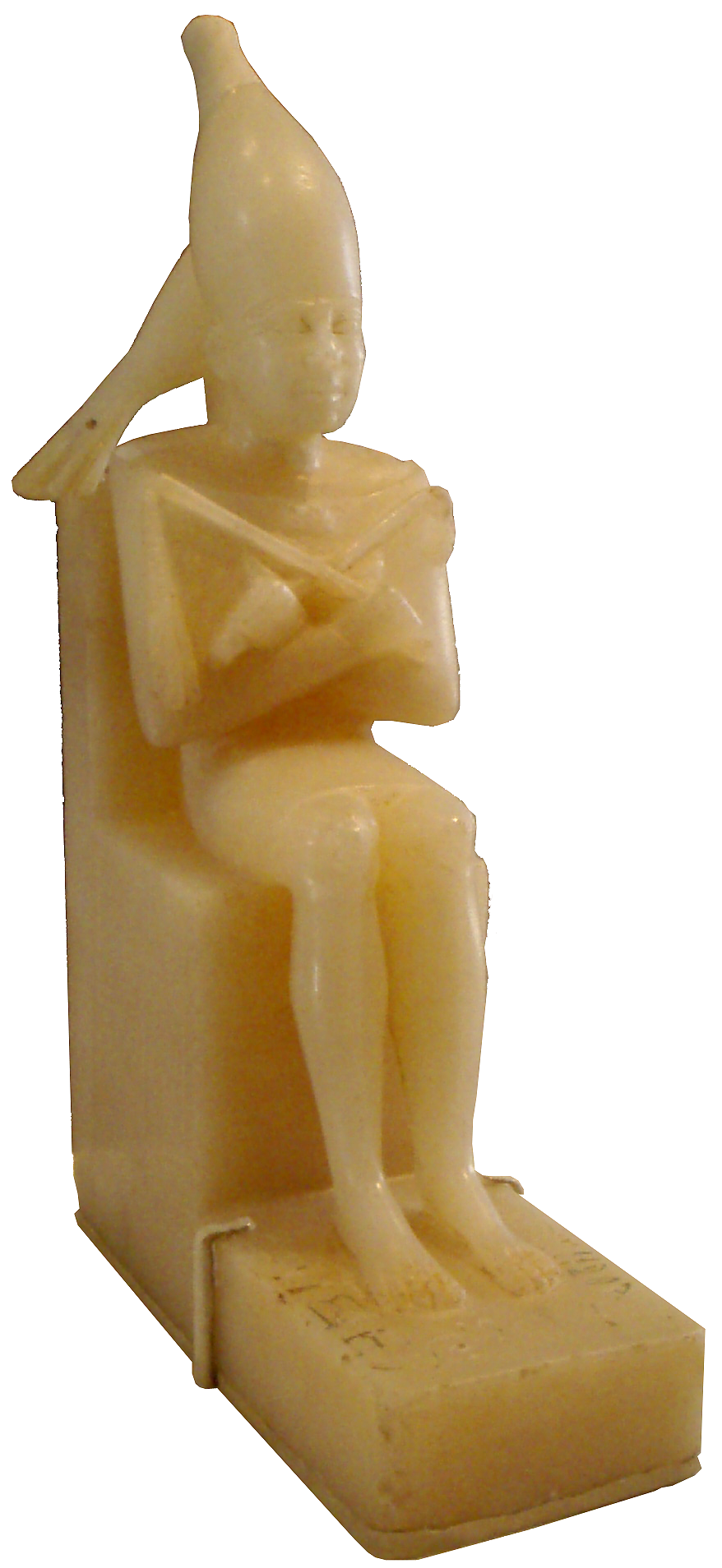
Statua in alabastro celebrante la festa Sed del sovrano. Brooklyn Museum, New York

Pepi fu figlio del faraone Teti e della regina Iput I.
Non è noto per quale motivo questo sovrano cambiò il nome Ra ad un certo punto del suo regno; salito al trono come Nefersahor trasformò poi il nome in Meryra.

### Regno
Il Canone Reale gli attribuisce un regno di venti anni contro i cinquantatré riportati da Manetone.
Il dato archeologico più alto è una incisione datata al venticinquesimo computo del bestiame. Essendo questo, di norma, biennale sembra essere confermato il dato di Manetone. È possibile che questo sovrano abbia iniziato a contare i suoi anni di regno dalla morte del padre, ignorando Userkara.
A questo sovrano è attribuibile un serio tentativo di rinsaldare l'autorità del governo centrale in contrapposizione con le tendenze centrifughe che andavano accentuandosi e che porteranno alla crisi entro pochi decenni.
Il suo regno è celebre anche per la fama del funzionario Weni (o Uni) a capo di 5 spedizioni militari in Palestina e di alcune per recuperare del granito rosso ad Elefantina. Venne inoltre insignito del titolo di governatore dell'Alto Egitto da Merenra I.
Weni ebbe anche l'incarico di indagare su un complotto dell'harem contro Pepi I forse ideato da una regina chiamata Amtes.
Ancora in epoca Tolemaica Pepi è ricordato ed il suo culto ancora vivo.
È possibile che negli ultimi anni del suo regno abbia associato al trono il figlio Merenra.
Ebbe come regine Ankhesenpepi (I), madre del successore Merenra, e Ankhesenpepi (II) madre di Pepi (II).

### Altre datazioni
| Autore        | Anni di regno         |
| ------------- | --------------------- |
| von Beckerath | 2320 a.C. - 2260 a.C. |
| Malek         | 2280 a.C. - 2243 a.C. |

## Piramide

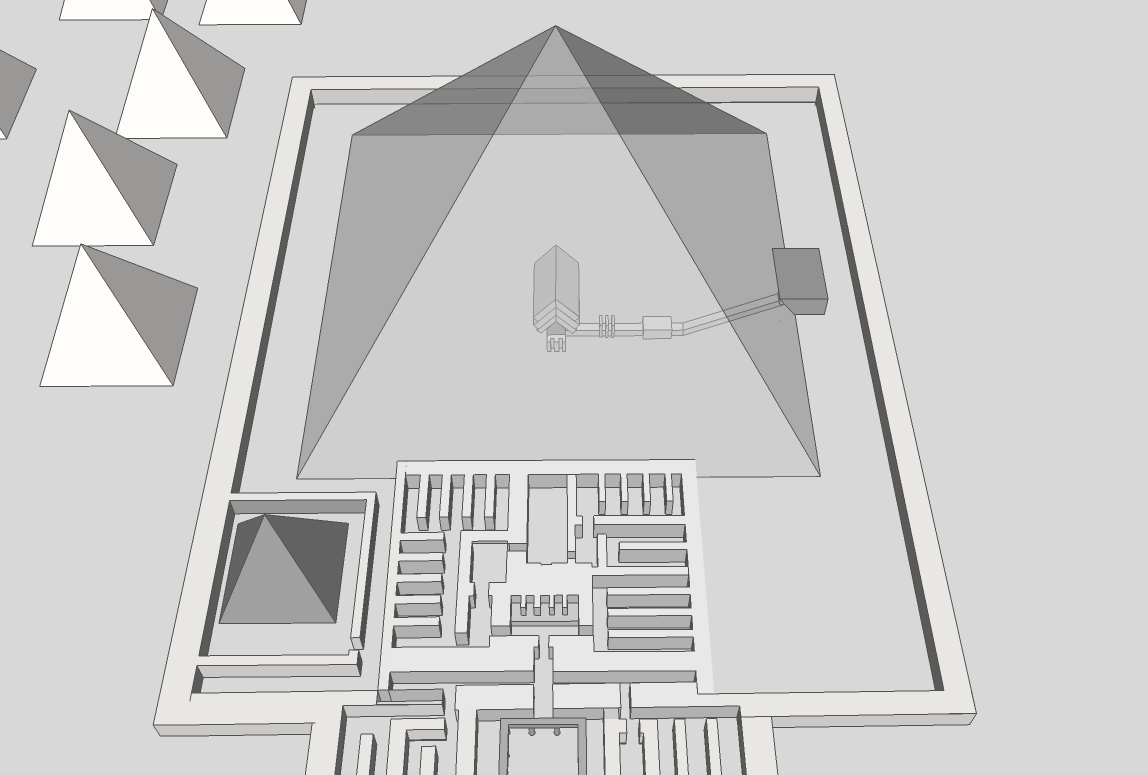
Ricostruzione digitale del complesso piramidale di Pepi I

Il suo complesso tombale situato a Saqqara, detto 
| mn · n | nfr |

Men-Nefer (Monumento perfetto) dette probabilmente il nome alla città di Menfi.

## Liste reali
| N5 | mr · r | i | i |

| N5 | mr · r | i | i |

| N5 | mr · r | i | i |

| N5 | mr · r | i | i |

| N5 | mr · r | i | i |

| N5 | mr · r | i | i |

| N5 | mr · r | i | i |

| N5 | mr · r | i | i |

| p | p | i | i |

| p | p | i | i |

| p | p | i | i |

| p | p | i | i |

| p | p | i | i |

| p | p | i | i |

| p | p | i | i |

| p | p | i | i |

| HASH |

| HASH |

| HASH |

| HASH |

| HASH |

| HASH |

| HASH |

| HASH |

## Titolatura

### Titolatura originale
| G5 |

| G5 |

| mr | i | i | N19 |

| mr | i | i | N19 |

| mr | i | i | N19 |

| mr | i | i | N19 |

| mr | i | i | N19 |

| mr | i | i | N19 |

| mr | i | i | N19 |

| mr | i | i | N19 |

| G16 |

| G16 |

| mr | i | i | X · t · Z1 |

| mr | i | i | X · t · Z1 |

| G8 |

| G8 |

| m · m · m · S12 |

| m · m · m · S12 |

| M23 · X1 | L2 · X1 |

| M23 · X1 | L2 · X1 |

| G5 | nfr | V18 |

| G5 | nfr | V18 |

| G5 | nfr | V18 |

| G5 | nfr | V18 |

| G5 | nfr | V18 |

| G5 | nfr | V18 |

| G5 | nfr | V18 |

| G5 | nfr | V18 |

| G39 | N5 |

| G39 | N5 |

| p · p | i | i |

| p · p | i | i |

| p · p | i | i |

| p · p | i | i |

| p · p | i | i |

| p · p | i | i |

| p · p | i | i |

| p · p | i | i |

### Titolatura dopo il cambio di nome
| G5 |

| G5 |

| mr | i | i | N19 |

| mr | i | i | N19 |

| mr | i | i | N19 |

| mr | i | i | N19 |

| mr | i | i | N19 |

| mr | i | i | N19 |

| mr | i | i | N19 |

| mr | i | i | N19 |

| G16 |

| G16 |

| mr | i | i | X · t · Z1 |

| mr | i | i | X · t · Z1 |

| G8 |

| G8 |

| m · m · m · S12 |

| m · m · m · S12 |

| M23 · X1 | L2 · X1 |

| M23 · X1 | L2 · X1 |

| mr | i | i | ra |

| mr | i | i | ra |

| mr | i | i | ra |

| mr | i | i | ra |

| mr | i | i | ra |

| mr | i | i | ra |

| mr | i | i | ra |

| mr | i | i | ra |

| G39 | N5 |

| G39 | N5 |

| p · p | i | i |

| p · p | i | i |

| p · p | i | i |

| p · p | i | i |

| p · p | i | i |

| p · p | i | i |

| p · p | i | i |

| p · p | i | i |

Il suo nome compare in alcune titolature in cui è presente uno stretto legame con la dea Hathor ed il dio Atum
| (1) | nb · t | O28 | n · t · O49 | G39 | p · p | i | i |

| (1) | nb · t | O28 | n · t · O49 | G39 | p · p | i | i |

| (1) | nb · t | O28 | n · t · O49 | G39 | p · p | i | i |

| (1) | nb · t | O28 | n · t · O49 | G39 | p · p | i | i |

s3 ḥw.t-hr nb.ti iwn.t ppy - sa Hathor nebti iunut Pepy - Figlio di Hathor, Signora di Dendera, Pepy

(1) Il primo glifo raffigurante la dea sul trono con lo scettro in mano è stato omesso in quanto non disponibile nella lista di Alan Gardiner su cui si basa il software usato per scrivere i glifi

| t · U15 | nb | O28 | W24 · O49 | O10 | nb · t | O29 | n · t · O49 | G39 | p · p | i | i |

| t · U15 | nb | O28 | W24 · O49 | O10 | nb · t | O29 | n · t · O49 | G39 | p · p | i | i |

| t · U15 | nb | O28 | W24 · O49 | O10 | nb · t | O29 | n · t · O49 | G39 | p · p | i | i |

| t · U15 | nb | O28 | W24 · O49 | O10 | nb · t | O29 | n · t · O49 | G39 | p · p | i | i |

s3 tm nb iwnw ḥw.t-hr nb.t iwn.t ppy - Sa Tem neb Iunu Hut-hor nebti Iunu Pepy - Figlio di Atum, Signore di Dendera, e di Hathor, Signora di Dendera, Pepy